# Satarupa formosibia
Satarupa formosibia är en fjärilsart som beskrevs av Embrik Strand 1927. Satarupa formosibia ingår i släktet Satarupa och familjen tjockhuvuden. Inga underarter finns listade i Catalogue of Life.